# A Bad Dream
«A Bad Dream» — песня английской пиано-рок группы Keane, вышедшая пятой дорожкой на альбоме, Under the Iron Sea. Сингл был издан 22 января 2007 и стал шестым (и последним) с этого альбома. Высшая позиция сингла в домашнем чарте — 23 место, что сделало его первым релизом группы, не добравшимся до топ-20.

## Список композиций
Песня под названием «The Night Sky» потенциально могла стать би-сайдом, поскольку была записана в то же время, что и альбом Under the Iron Sea, о чём упоминалось в пресс-релизах на официальном сайте, однако вместо этого Keane решили включить в трек-лист сингла две кавер-версии: «She Sells Sanctuary» группы The Cult и «Enjoy the Silence» авторства Depeche Mode, а также ремикс Luna-C на заглавный трек. «The Night Sky» вышла позже в качестве самостоятельного сингла.

## Версии сингла

### CD-сингл
1. «A Bad Dream»
2. «She Sells Sanctuary»
3. «A Bad Dream» (Luna-C Hardcore Remix)
4. «A Bad Dream» (видео с берлинского концерта)

### Британский 7" винил
1. «A Bad Dream»
2. «She Sells Sanctuary»

### USB-сингл
- - «A Bad Dream»
  - «A Bad Dream» (видеоклип)
  - «Enjoy the Silence» (кавер Depeche Mode)
  - «A Bad Dream» (Luna-C Bangin' Remix)

## Авторство и запись
Песню сочинили Тим Райс-Оксли и Том Чаплин. Запись прошла на студии Heliocentric, Восточный Сассекс и в The Magic Shop, Нью-Йорк. В основу текста легло стихотворение ирландского поэта Уильяма Б. Йейтса «An Irish Airman Foresees His Death», написанное в 1918 году.

## Би-сайды

### She Sells Sanctuary
Оригинал песню исполняет группа The Cult. Эта композиция стала для Keane первой с июня 2001 («She Has No Time») в записи которой ребята использовали гитары.

#### Инструменты
- Акустическая гитара
- Бас-гитара
- Ударные
- Расстроенное фортепиано
- Электрическое фортепиано
- Синтезатор
- Вокал (Том Чаплин)

## Технические данные песен
| Песня                               | Длительность | Темп   | Тональность         | Размер такта    | Стиль   |
| «A Bad Dream»                       | 5:06         | 72bpm  | Eb (Mi flat major)  | 4/4 on 8 beats  | Баллада |
| «She Sells Sanctuary»               | 4:36         | 130bpm | D (Re major)        | 4/4 on 8 beats  | Рок     |
| «A Bad Dream» (Luna-C Hardcore mix) | 5:41         | 150bpm | Ebm (Mi flat minor) | 4/4 on 16 beats | Хардкор |

## Видеоклип
Клип на песню «A Bad Dream» был снят 22 ноября 2006 и увидел свет месяц спустя.

## Позиции в чартах
| Chart                     | Peak position |
| ------------------------- | ------------- |
| Россия                    | 14            |
| Великобритания            | 23            |
| Словакия                  | 18            |
| Нидерланды                | 33            |
| Франция                   | 35            |
| Великобритания (интернет) | 37            |